# Ficedula timorensis
A Ficedula timorensis a madarak osztályának verébalakúak (Passeriformes) rendjéhez és a  légykapófélék (Muscicapidae) családjához tartozó faj.

## Rendszerezése
A fajt Carl Edward Hellmayr osztrák ornitológus írta le 1919-ben, az Erythromyias nembe Erythromyias timorensis néven.

## Előfordulása
Timor szigetén, Indonézia és Kelet-Timor területén honos. Természetes élőhelyei a szubtrópusi vagy trópusi síkvidéki esőerdők, sziklás környezetben. Állandó, nem vonuló faj.

## Megjelenése
Testhossza 11 centiméter.

## Természetvédelmi helyzete
Az elterjedési területe kicsi, egyedszáma pedig csökken. A Természetvédelmi Világszövetség Vörös listáján mérsékelten fenyegetett fajként szerepel.